# 중독애
"중독애"는 한국에서 제작된 한소준 감독의 2013년 멜로/로맨스, 드라마, 스릴러 영화이다. 김소라 등이 주연으로 출연하였다.

## 출연

### 주연
- 김소라
- 수진
- 박상운
- 곽진

## 기타
- 프로듀서: 정소인
- 제작부: 정수민
- 제작부: 이성훈
- 촬영부: 김수영
- 촬영부: 최윤진
- 조명: 한성민
- 조명부: 이민호
- 조명부: 장선준
- 연출부: 백기정
- 연출부: 이미정
- 연출부: 윤정민
- 연출부: 정민서
- 조감독: 유정림
- 동시녹음: 임대지
- 미술: 김정현
- 미술팀: 박인화
- 미술팀: 서유진
- 미술팀: 한기주
- 미술팀: 윤세화
- 분장: 함선화
- 분장팀: 구미연
- 분장팀: 서정희
- 데이터매니저: 최민철
- 동시녹음팀: 정민수